# Allen Vigneron
Allen Henry Vigneron (ur. 21 października 1948 w Mount Clemens) – amerykański duchowny katolicki, arcybiskup Detroit w latach 2009–2025.

## Życiorys
Był najstarszy z sześciorga dzieci Elwina i Bernardine. W 1962 rozpoczął naukę w seminarium NSJ w Detroit. Po ukończeniu szkoły wyjechał na dalsze studia do Rzymu. Tam kształcił się na Papieskim Uniwersytecie Gregoriańskim i mieszkał w Kolegium Amerykańskim. W 1974 powrócił do rodzinnego kraju. Święcenia kapłańskie otrzymał 26 lipca 1975 w kościele św. Klemensa Rzymskiego w Detroit z rąk kardynała Johna Deardena. W następnym roku powrócił do Rzymu, by kontynuować naukę. Uzyskał licencjat z teologii. W 1979 został skierowany na dalsze studia na Katolickim Uniwersytecie w Waszyngtonie, gdzie pięć lat później uzyskał tytuł doktorski. W 1985 powrócił do Detroit jako wykładowca filozofii i teologii. W latach 1991–1994 pracował w Sekretariacie Stanu w Watykanie, po czym znowu powrócił do Detroit jako rektor Seminarium NSJ.
12 czerwca 1996 otrzymał nominację na biskupa pomocniczego Detroit ze stolicą tytularną Sault Sainte Marie in Michigan. Sakry biskupiej udzielił mu kardynał Adam Maida. Jako biskup kontynuował kierowanie archidiecezjalnym seminarium, był też odpowiedzialny za jeden z regionów diecezji.
10 stycznia 2003 został koadiutorem biskupa Oakland. Sukcesję przejął 1 października tego samego roku.
5 stycznia 2009 został mianowany arcybiskupem Detroit jako następca kardynała Maidy, który ustąpił z funkcji ze względu na wiek. Ingres odbył się 28 stycznia.
11 lutego 2025 papież Franciszek przyjął jego rezygnację z pełnionego urzędu złożoną ze względu na wiek. 